# 大埔杜鹃
大埔杜鹃（学名：Rhododendron taipaoense）为杜鹃花科杜鹃花属下的一个种。

## 扩展阅读
- 維基物種上的相關：大埔杜鹃